# Provinz Ouezzane

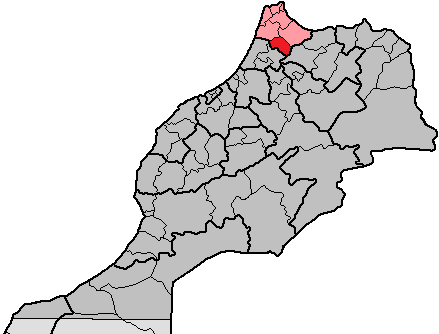
Provinz Ouezzane in der Region Tanger-Tétouan

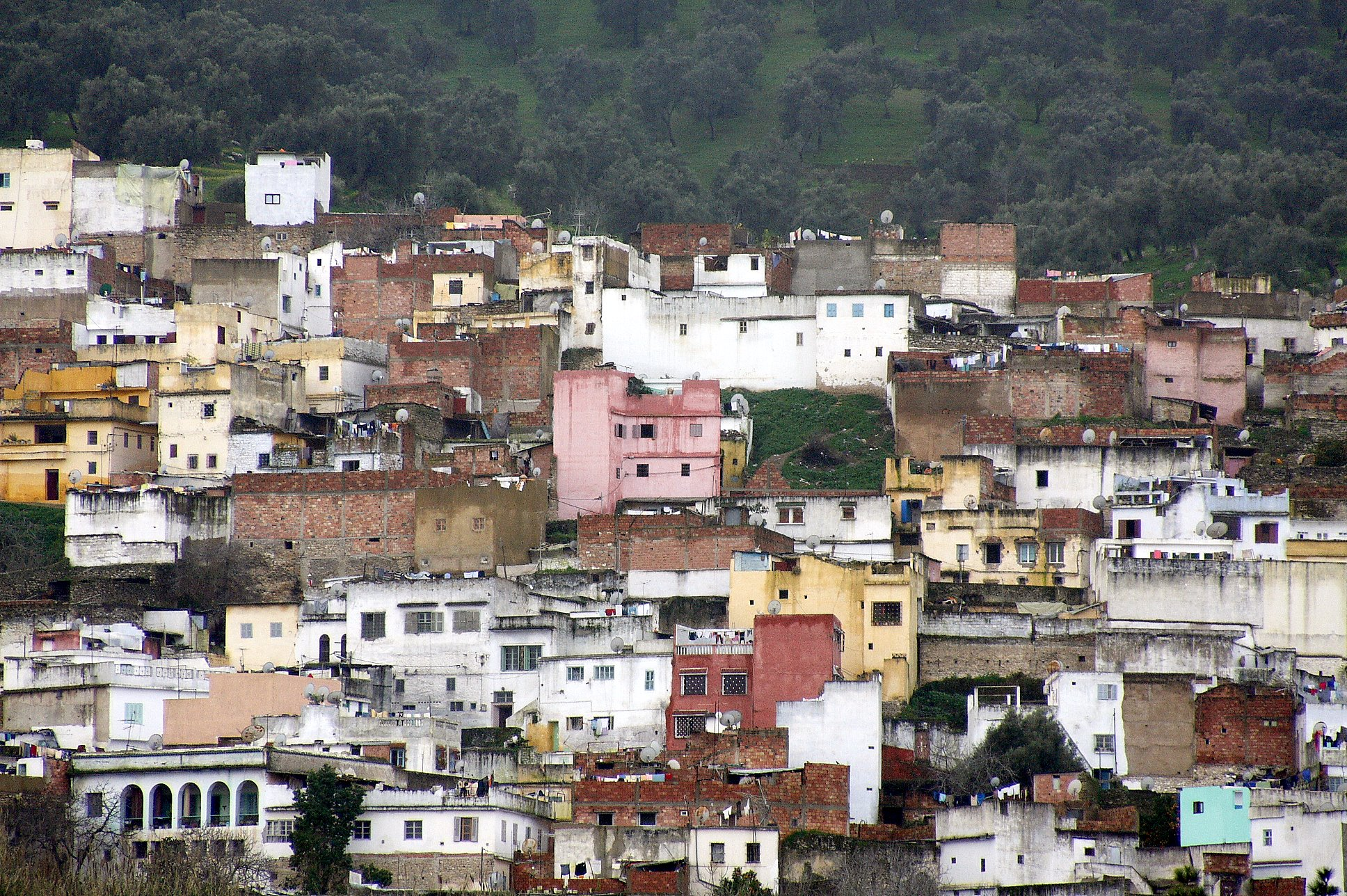
Ouezzane im Rif-Gebirge

Ouezzane (arabisch إقليم وزان) ist eine im Jahr 2009 aus Teilen der Provinzen Sidi Kacem und Chefchaouen neugeschaffene Provinz in Marokko. Sie gehört seit der Verwaltungsreform von 2015 zur Region Tanger-Tétouan-Al Hoceïma (vorher zur Region Tanger-Tétouan). Die Provinz hat 304.528 Einwohner (2004) bei einer Fläche von ca. 1861 km².

## Geographie
Die Provinz Ouezzane liegt in den südwestlichen Ausläufern des nordmarokkanischen Rif-Gebirges im Übergang zur fruchtbaren Rharb- oder Gharb-Ebene.

## Wirtschaft
Die Provinz Ouezzane ist überwiegend landwirtschaftlich orientiert; Hauptprodukte sind Oliven und Olivenöl.

## Tourismus
Eigentlich ist nur der Ort Ouezzane selbst von einer marginalen touristischen Bedeutung. In den nahegelegenen Wäldern sind Wanderungen möglich. 

## Größte Orte
Die mit (M) gekennzeichneten Orte sind als Städte (municipalités) eingestuft, die übrigen gelten als Landgemeinden (communes rurales) und bestehen jeweils aus mehreren Dörfern.
| Gemeinde          | Einwohner (2. September 1994) | Einwohner (2. September 2004) |
| ----------------- | ----------------------------- | ----------------------------- |
| Ouezzane (M)      | 52.168                        | 57.972                        |
| Ain Beida         | 10.367                        | 11.851                        |
| Asjen             | 13.056                        | 13.113                        |
| Brikcha           | 11.496                        | 10.999                        |
| Kalaat Bouqorra   | 12.157                        | 15.165                        |
| Moqrisset         | 10.131                        | 10.864                        |
| Zoumi             | 33.852                        | 39.719                        |
| Bni Quolla        | 17.799                        | 17.512                        |
| Lamjaara          | 15.737                        | 16.899                        |
| Masmouda          | 18.187                        | 17.126                        |
| Mzefroune         | 8.695                         | 8.110                         |
| Ounnana           | 12.248                        | 13.627                        |
| Sidi Ahmed Cherif | 10.248                        | 10.413                        |
| Sidi Bousber      | 11.023                        | 11.260                        |
| Sidi Redouane     | 19.986                        | 20.782                        |
| Teroual           | 11.740                        | 13.046                        |
| Zghira            | 15.748                        | 16.070                        |
| Summen            | 284.649                       | 304.528                       |